# ギュンター・サー
ギュンター・サー（Günther Csar、1966年3月7日 - ）は、1980年代後半から1990年代前半にかけて活躍した、オーストリアの元ノルディック複合選手。チロル州シュヴァーツ郡ツェル・アム・ツィラー出身。
1988年カルガリーオリンピックの3x10km団体（ハンスイェルク・アッシェンヴァルト、クラウス・ズルツェンバッハ）で銅メダルを獲得した。個人戦では34位に終わった。1991年にイタリアのヴァル・ディ・フィエンメで行われたノルディックスキー世界選手権では3x10km団体で優勝し、金メダルを獲得している。